# Macronycteris gigas
Macronycteris gigas is een zoogdier uit de familie van de bladneusvleermuizen van de Oude Wereld (Hipposideridae). De wetenschappelijke naam van de soort werd voor het eerst geldig gepubliceerd door Wagner in 1845.